# Joop Zoetemelk

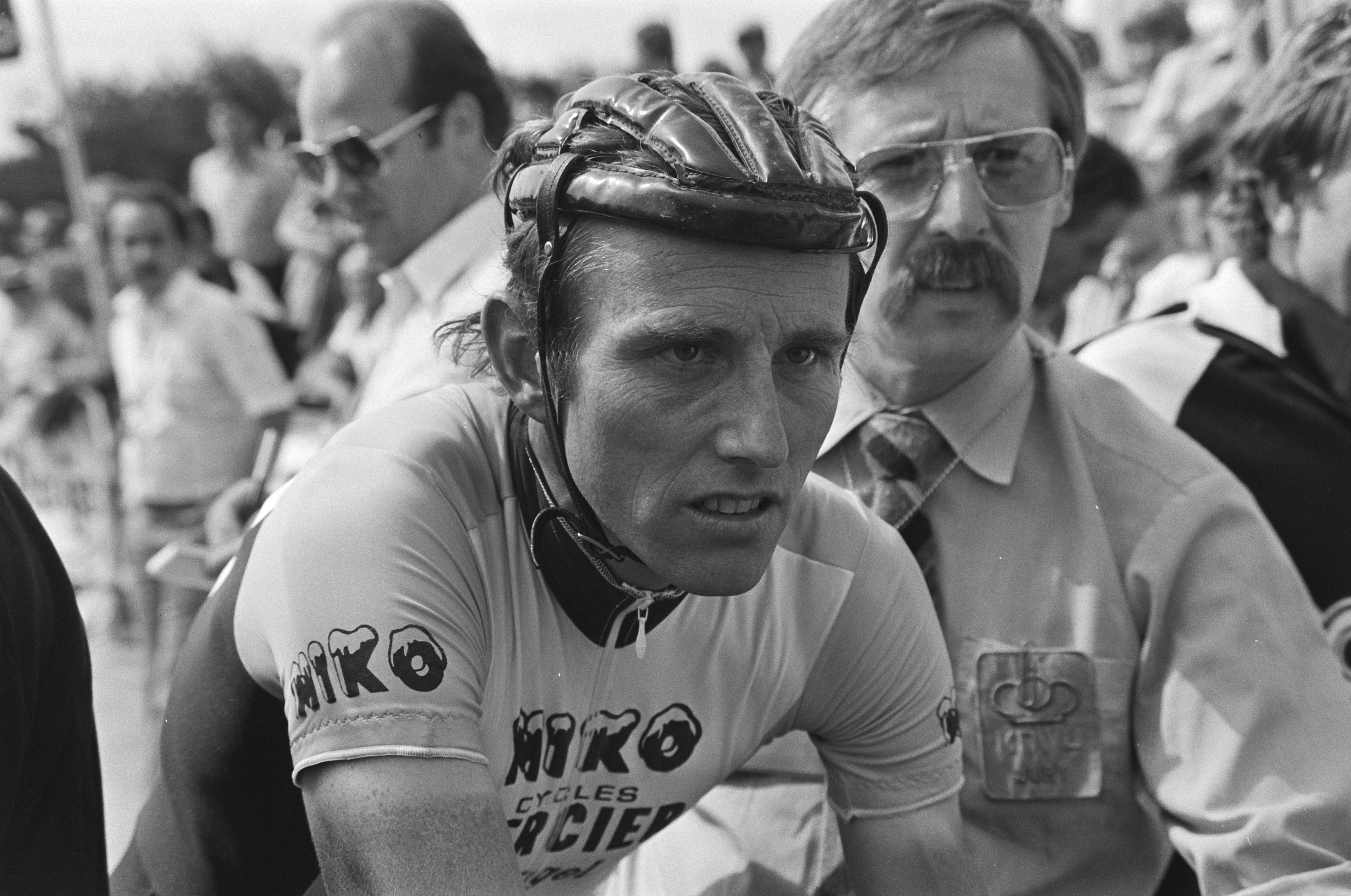
Joop Zoetemelk, Ronde van Nederland 1979.

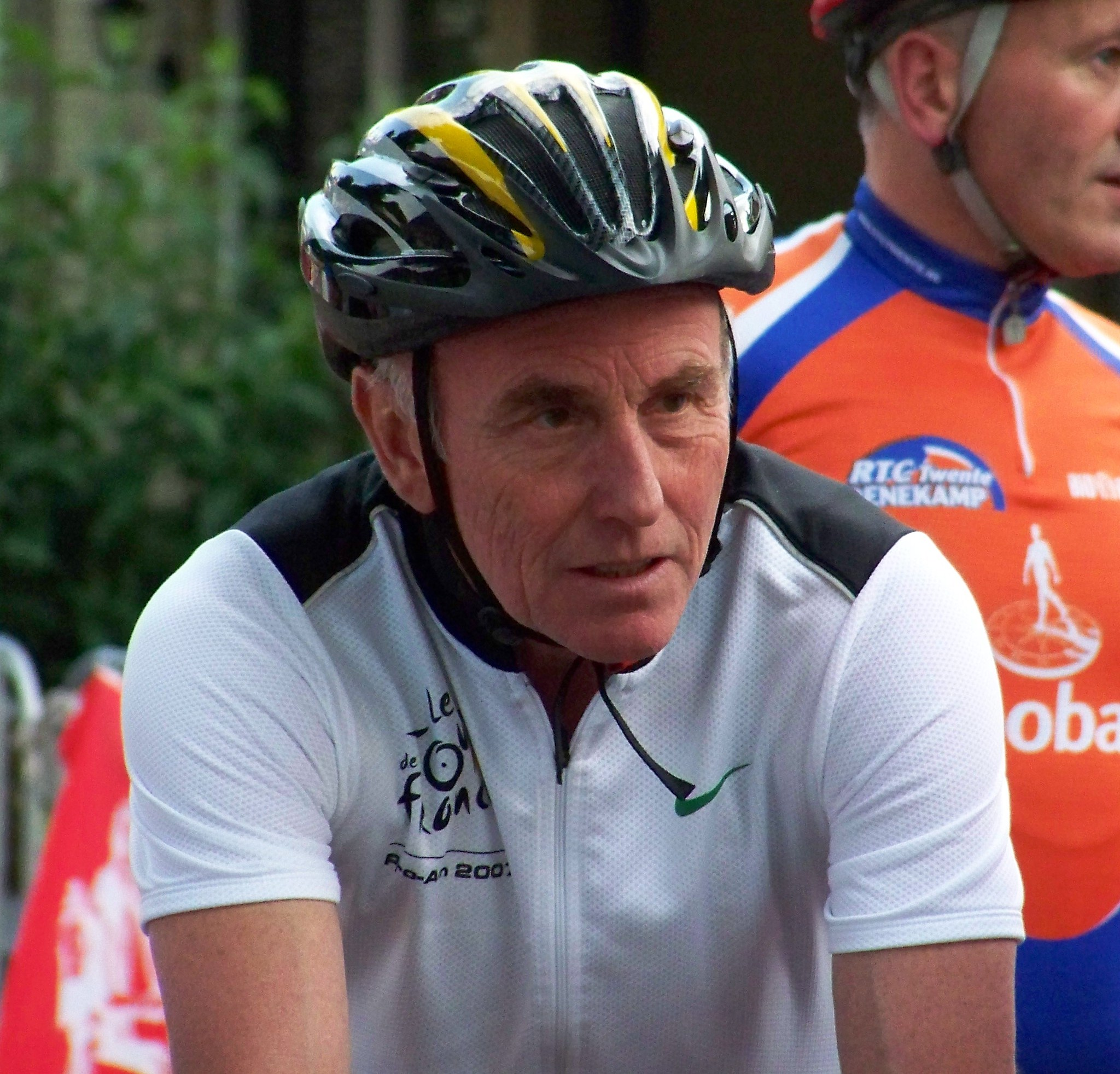
Joop Zoetemelk.

Hendrik Gerardus Joseph "Joop" Zoetemelk, född 3 december 1946 i Haag, Nederländerna, är en nederländsk tidigare professionell tävlingscyklist. Han var professionell i 18 år åren 1969-87 och vann bland annat Tour de France 1980 och Vuelta a España 1979. Konkurrensen vid den här tiden var tuff, framförallt från Eddy Merckx och Bernard Hinault, så Zoetemelk fick se sig själv som tvåa i Tour de France hela 6 gånger. Dessutom satte han rekord i loppet genom att gå i mål i tävlingen 16 gånger, ett rekord som fortfarande står sig.
När han Zoetemelk världsmästerskapen 1985 blev han den äldste att göra detta med sina 38 år och 9 månader. På Daniel Marszaleks internationellt accepterade ranking är han 8:a genom tiderna, före legendarerna Fausto Coppi och Roger De Vlaeminck.
Tillsammans med Jan Krekels, Fedor den Hertog och René Pijnen vann Zoetemelk lagtempot under de Olympiska sommarspelen 1968.
Joop Zoetemelk är far till Karl Zoetemelk som vann de franska mountainbikemästerskapen 2002.

## Meriter
Tour de France
 Totalseger – 1980
 Kombinationstävlingen – 1973
10 etapper
Vuelta a España
 Totalseger – 1979
 Bergspristävlingen – 1971
3 etapper
 Världsmästerskapens linjelopp – 1985
 Nationsmästerskapens linjelopp – 1971, 1973
 lagtempot Olympiska sommarspelen 1968
Paris-Nice – 1974, 1975, 1979
Romandiet runt – 1973
Tirreno–Adriatico – 1985
Critérium International – 1979
Amstel Gold Race – 1987
La Flèche Wallonne – 1976
Paris-Tours – 1977, 1979

## Stall
- Mars-Flandria 1970–1972
- Gitane-Frigecreme 1973–1974
- Gan-Mercier 1975–1979
- TI-Raleigh 1980–1981
- Coop-Mercier-Mavic 1982–1983
- Kwantum Hallen-Yoko 1984–1986
- Superconfex-Yoko 1987